# David Birney

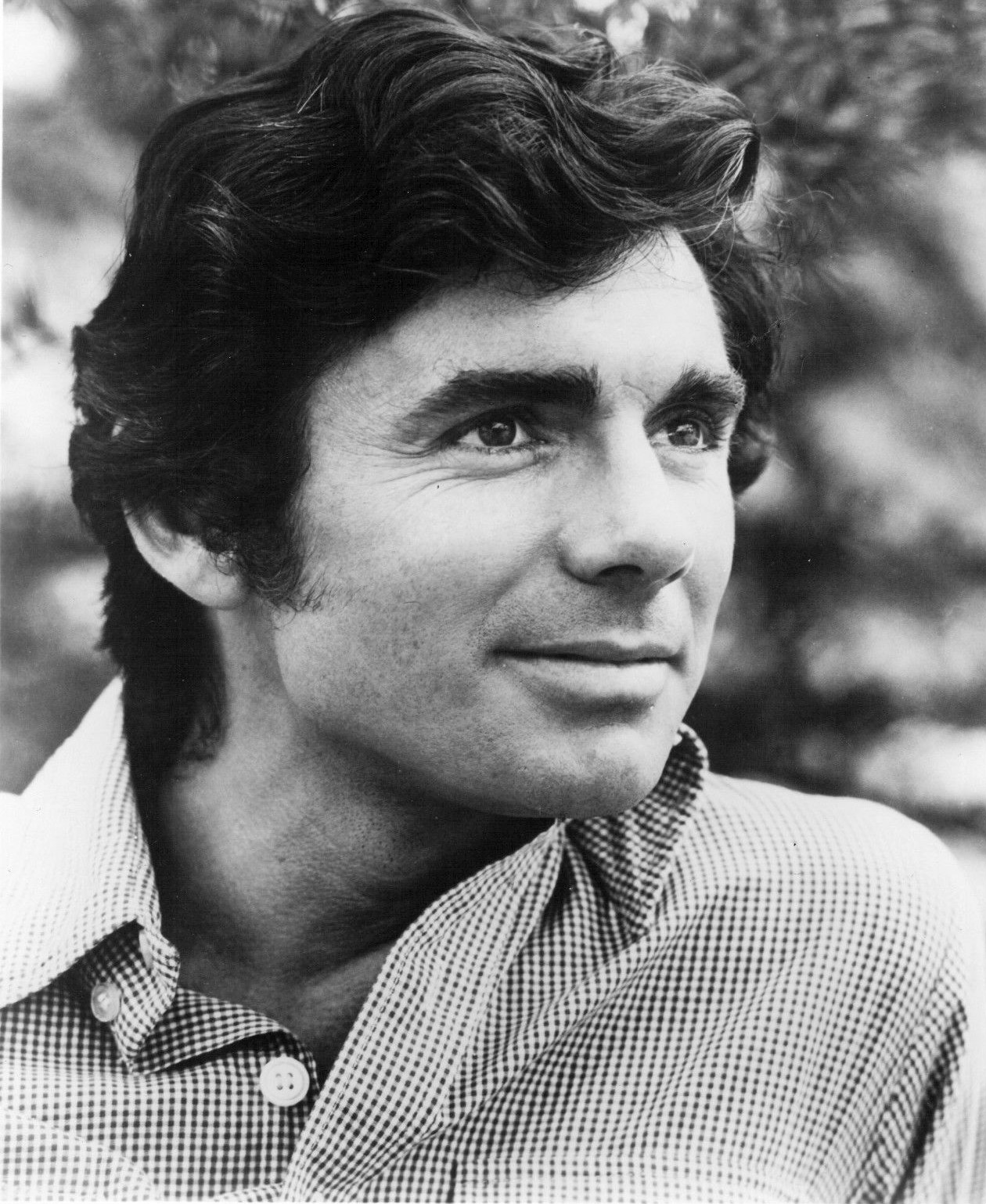
David Birney als Bernie Steinberg in Bridget und Bernie

David Edwin Birney (* 23. April 1939 in Washington, D.C.; † 29. April 2022 in Santa Monica, Kalifornien) war ein US-amerikanischer Schauspieler.

## Leben
Birney schloss sein Studium an der University of California in Los Angeles mit dem Master of Arts in Theaterwissenschaft ab. Während des Vietnamkriegs wurde er in die United States Army eingezogen, wo er in einer speziellen Einheit zur Unterhaltung der Truppe eingesetzt wurde. Nach seiner Entlassung aus dem Militärdienst spielte er Mitte der 1960er Jahre zunächst am Staatstheater von Virginia, bevor er nach New York City zog und dort Off-Broadway auftrat. 1969 hatte er in The Miser sein Debüt am Broadway, wo er bis 1971 in verschiedenen Produktionen mitwirkte, darunter als Haimon im Drama Antigone nach Sophokles.
Ab 1967 hatte Birney Gastrollen in verschiedenen Fernsehserien, 1972 erhielt er die Hauptrolle in der Sitcom Bridget und Bernie neben Meredith Baxter, die er zwei Jahre später heiratete. Die Serie wurde nach einer Staffel mit 24 Episoden eingestellt. 1976 spielte er in der auf dem Spielfilm Serpico basierenden gleichnamigen Serie die Rolle des Polizeibeamten Frank Serpico, die in der Filmvorlage von Al Pacino dargestellt wurde. In der ersten Staffel der Arztserie Chefarzt Dr. Westphall spielte er Dr. Ben Samuels, verließ sie jedoch zugunsten der Hauptrolle in der Serie Glitter, die aber nach 14 Episoden eingestellt wurde. In der Folge war er meist in Gastrollen zu sehen. Zuletzt trat er 2007 in einer Folge der Serie Without a Trace – Spurlos verschwunden in Erscheinung. Sein Schaffen für Film und Fernsehen umfasst mehr als 70 Produktionen.
Aus seiner 1990 geschiedenen Ehe mit Meredith Baxter gingen drei Kinder hervor. Birney starb wenige Tage nach seinem 83. Geburtstag in seinem Zuhause im kalifornischen Santa Monica an den Folgen der Alzheimer-Krankheit.

## Filmografie (Auswahl)
- 1967: Love is a Many Splendored Thing (Fernsehfilm)
- 1971: FBI (The F.B.I., Fernsehserie, Folge 7x12)
- 1972–1973: Bridget und Bernie (Bridget Loves Bernie, Fernsehserie, 24 Folgen)
- 1972/1975: Cannon (Fernsehserie, 2 Folgen)
- 1972–1978: Hawaii Fünf-Null (Hawaii Five-O, Fernsehserie, 3 Folgen)
- 1974: Duell in Vaccares (Caravan to Vaccarès)
- 1975: Make-up und Pistolen (Police Woman, Fernsehserie, Folge 1x21)
- 1975: Bronk (Fernsehserie, eine Folge)
- 1976: Die Chronik der Adams (Adams Chronicles, Miniserie, 4 Folgen)
- 1976: Die Straßen von San Francisco (The Streets of San Francisco, Fernsehserie, Folge 4x20)
- 1976: Selbstjustiz (Trial by Combat)
- 1976–1977: Serpico (Fernsehserie, 16 Folgen)
- 1977: Dr. med. Jonathan Ferrier (Testimony of Two Men, Miniserie, 3 Folgen)
- 1978: Fantasy Island (Fernsehserie, Folge 2x01)
- 1978: Das unsichtbare Auge (Someone’s Watching Me!, Fernsehfilm)
- 1978–1982: Love Boat (The Love Boat, Fernsehserie, 4 Folgen)
- 1980: Tracy trifft den lieben Gott (Oh, God! Book II)
- 1981: Das Tal der Puppen (Jacqueline Susann’s Valley of the Dolls, Miniserie, 2 Folgen)
- 1982–1983: Chefarzt Dr. Westphall (St. Elsewhere, Fernsehserie, 16 Folgen)
- 1984: 100 Karat (Master of the Game, Miniserie, 3 Folgen)
- 1984–1985: Glitter (Fernsehserie, 14 Folgen)
- 1986: Twilight Zone (Fernsehserie, Folge 1x16 Der Aufzug / Wer den Unsichtbaren sieht / Zähne und ihre Folgen)
- 1986: Seal Morning (Fernsehserie, 5 Folgen)
- 1987: Tomorrow’s a Killer
- 1989: Matlock (Fernsehserie, Folge 4x08)
- 1989–1993: Mord ist ihr Hobby (Murder, She Wrote, Fernsehserie, 4 Folgen)
- 1992: Bradburys Gruselkabinett (The Ray Bradbury Theater, Fernsehserie, Folge 5x01)
- 1992: Blöd und blöder (The Naked Truth)
- 1998: Sliders – Das Tor in eine fremde Dimension (Sliders, Fernsehserie, Folge 4x02)
- 1998: Star Trek: Deep Space Nine (Fernsehserie, Folge 6x26 Tränen der Propheten)
- 2000: The Comedy of Errors
- 2007: Without a Trace – Spurlos verschwunden (Without a Trace, Fernsehserie, Folge 5x17 Tiefe Wasser)

## Auszeichnungen
- 1968: Clarence Derwent Award für Summertree